# Giả quý nhân (Hán Minh Đế)
Giả quý nhân (chữ Hán: 贾贵人; ? - ?) là một phi tần của Hán Minh Đế Lưu Trang, hoàng đế thứ hai nhà Đông Hán và sinh mẫu của Hán Chương Đế Lưu Đát, hoàng đế đời sau.

## Tiểu sử
Quý nhân họ Giả, là người quận Nam Dương. Sử sách không ghi rõ thân thế của bà, chỉ biết bà là [Tiền mẫu tỷ; 前母姊] của Mã thị - Hoàng hậu duy nhất của Hán Minh Đế Lưu Trang. Chữ "Tiền mẫu tỷ", có thuyết nói là chị gái khác mẹ (con của vợ trước đã mất) của Mã hậu. cũng có thuyết nói là chị của mẹ Mã hậu (tức là Lận thị).
Dựa theo mộ chí của chị gái Mã hậu là Mã Khương (馬姜), nói Mã Khương là vợ của Giả Vũ Trọng (贾武仲) - con trai thứ năm của Giao Đông hầu Giả Phục (贾复). Giả Vũ Trọng có hai con gái là hậu phi của Hán Minh Đế, trong đó có Giả quý nhân, nhưng không rõ Mã Khương có phải mẹ bà không.
Năm Kiến Vũ Trung Nguyên thứ nhất (56), Giả thị nhập cung hầu hạ Lưu Trang, khi đó còn là Hoàng thái tử. Năm 57 Hán Quang Vũ Đế băng, Lưu Trang kế vị, tức Hán Minh Đế, phong Mã thị và Giả thị làm Quý nhân. Giả quý nhân nhanh chóng sinh hạ Hoàng tử, đặt tên là Lưu Đát (劉炟). Bà sinh thêm một Công chúa tên là Lưu Nô, sau hạ giá lấy Đại hồng lư Phùng Thuận (馮順), phong Bình Dương Công chúa (平暘公主).
Từ nhỏ, Hoàng tử Lưu Đát được Minh Đế giao cho Mã quý nhân nuôi dưỡng. Sợ Minh Đế không yên tâm, Mã thị ra sức dưỡng dục Lưu Đát một cách tỉ mỉ nhất có thể. Lưu Đát bản tính nhân hậu, đối với đích mẫu vô cùng hiếu thuận, không chút khoảng cách. Về sau Mã thị được lập làm Hoàng hậu, Lưu Đát với thân phận đích tử thuận lợi trở thành Hoàng thái tử.
Năm 75 Hán Minh Đế băng, Lưu Đát kế vị, tức Hán Chương Đế. Khi này nhà Đông Hán chưa có tiền lệ tôn sinh mẫu của Hoàng đế làm Thái hậu, chỉ cho phép tôn chính cung Hoàng hậu của tiên đế, tức đích mẫu của tân đế. Do vậy Mã hoàng hậu được tôn Hoàng thái hậu, còn Giả thị chỉ được hưởng đãi ngộ của một Thái phi. Thân nhân của bà cũng không được xem là ngoại thích như thân tộc của Mã thái hậu.
Năm 79 Mã thái hậu qua đời. Hán Chương Đế vẫn không tôn Giả thị làm Hoàng thái hậu, nhưng gia tăng nhiều đặc quyền như đãi ngộ hàng Vương, ban Vĩnh Hạng cung (永巷宮) cùng hai trăm cung tì, thưởng thêm hai vạn tấm gấm nhuộm thượng hạng, một nghìn cân vàng và ba nghìn vạn ngân lượng. Tuy sống dư dả nhưng đến hết đời bà vẫn không có thụy hiệu Hoàng hậu.